# ОШ „Стојан Живковић Столе” Трњане
ОШ „Стојан Живковић Столе” у Трњану је једна од установа основног образовања на територији општине Алексинац. Школа носи име по Стојану Живковићу Столу (1915—1943), родом из Трњана, студенту права, члану КПЈ и члану Окружног комитета у Нишу.

## Историјат
Прва школа у Трњану основана је фебруара 1884. године као приватна основна школа. Први учитељ био је Миладин Петровић кога су плаћали родитељи чија су деца ишла у школу. Августа 1845. године родитељи су узели за учитеља Јована Јанковића из Футога. Он је службовао у Трњану до краја школске 1847/48. године када је престала са радом. Уследили су ратови а школа је са прекидима радила све док се 1963. године није оформила као осмогодишња. 
Као јединставена школа постоји од 30. септембра 1968. године на основу решења Општине Алексинац бр.02-6213/1. Основна школа из Трњана, настала је спајањем осмогодишњих школа из Гредетина, Доњег Љубеша и Трњана.

## Школа данас
Нова школска зграда је отворена 26. марта 1978. године, да би јој 1981. године био додат и простор за групу предшколског узраста.
Основна школа „Стојан Живковић Столе” у Трњану, у свом саставу има два издвојена осморазредна одељења: Гредетин и Доњој Љубеши девет четвороразредних одељења: Корман, Горњи Љубеш, Витковац, Горња Пешчаница, Радевац, Јаковље, Крушје, Лознац, Горњи Адровац. Школи припада још три насеља и то: Доња Пешчаница, Каменица  и Срезовац.